# Капп, Сара Элизабет
Са́ра Эли́забет «С. Э.» Капп (англ. Sarah Elizabeth «S.E.» Cupp; 23 февраля 1979, Карлсбад, Калифорния, США) — политический комментатор и писательница.

## Биография
Сара Элизабет Капп родилась 23 февраля 1979 года в Карлсбаде (штат Калифорния, США) в семье итальянского происхождения. Некоторое время Сара Элизабет жила в городе Андовер (Массачусетс), где она окончила «Academy of Notre Dame». С 6-летнего возрасте и до позднего подросткового периода, Капп занималась танцами и была профессиональной балериной. В 2000 году она окончила Корнеллский университет, став бакалавром в области искусств и истории. В 2010 году она получила второе высшее образование в Нью-Йоркском университете, став специалистом в области религиозных учений; позиционирует себя как атеистку, но также открыта к теизму и «действительно стремится стать человеком веры однажды».

## Карьера
В конце 1990-х годов, во времена учёбы в Корнеллском университете, Сара Элизабет работала в газете «The Cornell Daily Sun». В настоящее время Капп является телевизионным политическим комментатором и наиболее известна работой на телеканале «CNN». Она считается одним из самых значимых деятелей, внёсших вклад в понятие и изучение либертарианского консерватизма.

## Личная жизнь
С ноября 2013 года Сара Элизабет замужем за бывшим начальником штаба Рауля Лабрадора Джоном Дэйвисом Гудвином-вторым, с которым она встречалась 2 года до их свадьбы. У супругов есть сын — Джон Дэйвис Гудвин-третий (род.03.12.2014).